# MRK Dugo Selo
Muški rukometni klub Dugo Selo je rukometni klub iz Dugog Sela u Hrvatskoj. U sezoni 2025./26. nastupa u  Paket24 Premijer Ligi.

## O klubu
U Dugom Selu je 1952. godine osnovan DTO "Partizan", u kojem se 1953. godine počeo trenirati i igrati rukomet. Prva javna utakmica je igrana 2 listopada 1955. protiv "Ivanića" iz Ivanić-Grada, te se taj datum uzima kao službeni osnutak rukometnog kluba  "Partizan". Klub se u ligaška natjecanja uključuje u sezoni 1955./56. u Prvenstvu Rukometnog podsaveza Ivanić Grad. Ženska ekipa u klubu je oformljena 1957. godine. Od seone 1959./60. klub se natječe u prvenstvima Rukometnog podsaveza Zagreb. 1961. se klub plasirao u IV. Hrvatsku rukometnu zonu, u kojoj nastupa u sezoni 1961./62., a potom u Kotarskoj ligi Zagreb, odnosno Zagrebačkoj rukometnoj ligi (zoni). 
 
1. lipnja 1964. na skupštini kluba je odlučeno da se ime promijeni u "Jedinstvo"', a u studenom 1964. se i organizacijski priključuje športskom društvu "Jedinstvo". 1969. godine je Općinski rukometni odbor Dugog Sela pokrenuo Općinsku ligu, u kojoj rukometaši "jedinstva" nastupaju s rezervnom momčadi i veteranima pod starim nazivom "Partizan". "Jedinstvo" u sezoni 1971./72. osvaja Međuopćinsku ligu Dugo Selo-Ivanić Grad-Vrbovec-Zelina, 1972./73. i 1973./74. Prigorsko-posavsku međuopćinsku ligu, a 1975./76. Prigorsko-posavsko-moslovačku zonu, ali se nakon kvalifikacija ne uspijevaju plasirati u višu ligu. Konačno se osvajanjem prvenstva 1976./77.  uspijevaju plasirati u Međuopćinsku ligu grada Zagreba, a kasnije sudjeluju u Ligi Zajednice općina Zagreb te Međuopćinske lige RS Prigorja, Posavine i Moslavine. 1984. se "Jedinstvo" uspijeva plasirati u Hrvatsku regionalnu ligu – Centar. U jesenskom dijelu sezone 1989./90., "Jedinstvo", odustaje od natjecanja nakon jesenskog dijela  Hrvatske regionalne lige – Centar.
10. srpnja 1992. donesena je odluka o promjeni imena iz "Jedinstvo" u RK "Dugo Selo", te počinje s natjecanjem u Međuopćinskoj ligi, ali zbog administrativnih razloga još pod imenom "Jedinstvo". 14. veljače 1993. ženska ekipa je izdvojena u zasebni klub, a muški klub se 10. travnja 1993. preimenuje u RK "Dugo Selo 1955". 1995. godine se ženski i muški klub ponovno ujedinjuju. U sezoni 1996./97. klub se natječe u 2. HRL, te se otad uglavnom natječe u 2.  HRL i 3. HRL, a druga momčad u Županijskoj ligi.
Dana 12. ožujka 2000. na skupštini kluba dolazi do izdvajanja muškog kluba koji dalje djeluje pod nazivom MRK "Dugo Selo-55", ali se klub često navodi i pod nazivom "Dugo Selo".  
 11. studenog 2004. je u Dugom Selu otvorena športska dvorana.  
U sezoni 2009./10. klub je osvojio 3. HRL – Središte, te je ušao u 2. HRL – Zapad, koju osvaja u sezoni 2010./11., te ulazi u Prvu ligu, u kojoj igra do sezone 2016./17. Godinu nakon toga vraća se nazad u Prvu ligu, gdje ostaje sve do danas. 
Dugo Selo je u sezoni 2024./25. osvojio 1. HRL – Sjever te je izborio je Final Four Hrvatskog kupa gdje je u polufinalu pobijeđen Osijek 22:25, a u finalu Zagreb je bio bolji s 19:27.

## Uspjesi
- finale Hrvatskog kupa 2024./25.
- prvak 1. HRL – Sjever 2024./25.
- prvak 2. HRL – Zapad 2010./11.
- prvak 3. HRL – Središte 2009./10.

## Poznati igrači
- Zvonimir Bilić
- Vlado Šola
- Ante Kaleb
- Dorian Markušić